# Lee's Ferry
Lee's Ferry (connu aussi sous les noms de Lees Ferry, Lee Ferry, Little Colorado Station et Saints Ferry) est un site sur le Colorado, en Arizona, dans le comté de Coconino, aux États-Unis, à environ 12,1 km au sud-ouest de la ville de Page et à 14 km au sud de la frontière Utah-Arizona.